# Synallaxe à menton blanc
Asthenes fuliginosa
Espèce
Synonymes
- Synallaxis fuliginosa Lafresnaye, 1843
- Schizoeaca fuliginosa (Lafresnaye, 1843)

Statut de conservation UICN

 LC  : Préoccupation mineure
Le Synallaxe à menton blanc (Asthenes fuliginosa) est une espèce de passereaux de la famille des Furnariidae. Il est aussi appelé Fournier à menton blanc ou Synallaxe charbon.

## Distribution
Le Synallaxe à menton blanc vit au Venezuela, en Colombie, en Équateur et au Pérou.

## Taxinomie
Il a été décrit par Frédéric de Lafresnaye en 1843 sous le nom Synallaxis fuliginosa puis a été appelé Schizoeaca fuliginosa avant d"être transféré dans le genre Asthenes.

## Sous-espèces
D'après la classification de référence (version 3.1, 2012) du Congrès ornithologique international :
- Asthenes fuliginosa fuliginosa (Lafresnaye, 1843) ;
- Asthenes fuliginosa fumigata Borrero, 1960 ;
- Asthenes fuliginosa peruviana (Cory, 1916) ;
- Asthenes fuliginosa plengei (O'Neill & Parker, 1976).

## Publication originale
- Lafresnaye. 1843 : Revue Zoologique, par la Société Cuvierienne, vol. 6, p. 290.